# 112 (alarmnummer)
 For alternative betydninger, se 112 (flertydig). (Se også artikler, som begynder med 112)
112, ofte anbefalet udtalt 1-1-2, er alarmnummeret til ambulance, politi og brandvæsen i Danmark, i det øvrige EU og en række andre lande. Opkald går direkte til de lokale eller regionale alarmcentraler. Opkald er gratis fra både fastnet- og mobiltelefon.

## Lande
112 kan benyttes i alle 27 EU-medlemslande, i Storbritannien og i en række andre europæiske lande, f.eks. Island, Norge, Schweiz, Tyrkiet, Rusland og Ukraine. I USA og Canada virker 112 også, og det samme er tilfældet i nogle latinamerikanske lande, f.eks. Costa Rica. I Stillehavsområdet virker 112 i f.eks. New Zealand og Vanuatu.
I nogle lande kan ældre alarm-numre stadig bruges som supplement til 112.

## Tekniske forhold
Alarmopkald har fortrinsret. Selv om nettet eventuelt er overbelastet, skulle opkald alligevel nå frem. Ved større brande og katastrofer, hvor mange mennesker samtidig ringer til alarmnummeret, kan der dog opstå kø.
Hvis der ikke er forbindelse til sendemasten fra mobiltelefonen og displayet viser ”Kun nødopkald”, vil opkaldet blive forsøgt ledt ad den hurtigst mulige forbindelse til alarmcentralen.
Hvis telefonen er uden SIM-kort, eller taletid er opbrugt, vil alarmopkald stadig være muligt. I EU er det ikke nødvendigt at taste pinkode for at kunne foretage alarmopkald. For at undgå misbrug er det i nogle lande dog ikke muligt at foretage opkald til 112 fra telefoner uden SIM-kort.

## Historie
Introduktionen af et fælles alarmnummer blev anbefalet af EU-ministerrådet i 1991 på opfordring fra Europakommissionen. Senere blev alarm 112 gjort obligatorisk for EU's medlemslande.

### International 112-dag
I 2007 besluttede Europarlamentet at øge kendskabet til alarm 112 ved at gøre 11. februar (11/2) til ”Europæisk alarm 112 dag”. I 2008 vidste kun 22 % af den europæiske befolkning, at 112 kan bruges i hele Europa. For at øge kendskabet blev der lavet en tre-parts aftale mellem Europakommissionen, Europarlamentet og Europarådet. Her blev 11. februar (11/2) udnævnt til 112-dag. I 2013 var kendskabet til 112 i EU steget til 27 %.